# Carrera de caballos en Longchamp
La Carrera de caballos en Longchamp (en francés Les Courses à Longchamp) es un óleo sobre lienzo realizado por Édouard Manet en 1866.
Este cuadro fue totalmente revolucionario, ya que aunque existían otros muchos de temática hípica, esta es la primera pintura de una carrera, captada en el instante de mayor ímpetu y que muestra a los corredores frontalmente, en lugar de perfil, como si el artista se encontrara en medio de la pista. Actualmente se conserva en el Instituto de Arte de Chicago, Estados Unidos. 